# Simon Ngann Yonn
Pour les articles homonymes, voir Ngann Yonn et Ngann.
Simon Ngann Yonn, né le 5 juillet 1937 à Minka et mort le 7 novembre 2004, est un ingénieur camerounais des ponts et chaussées. Il a dirigé l’Office national des ports du Cameroun et la Société Nationale d'Investissement du Cameroun (SNI).

## Biographie
Simon Ngann Yonn est né le 5 juillet 1937 à Minka. Il a fait ses études à l’Ecole Spéciale des Travaux Publics et du Bâtiment en France puis à l’Ecole Nationale des Ponts et Chaussées de Paris. Ingénieur des ponts et chaussées, il a été de 1967 à 1970, Directeur Adjoint des Ponts et Voies Navigables. Puis, Directeur des Ponts et voies Navigables de 1970 à 1971. De 1971 à 1985, Simon Ngann Yonn a été Directeur général de l’Office national des ports du Cameroun. De septembre 1985 au 21 septembre 1990, il dirige la Société Nationale d'Investissement du Cameroun (SNI). Il est décédé le 7 novembre 2004 à Douala.